# 岐阜県道・愛知県道16号多治見犬山線
岐阜県道・愛知県道16号多治見犬山線（ぎふけんどう・あいちけんどう16ごう たじみいぬやません）は、岐阜県多治見市太平町から県境を越えて愛知県犬山市羽黒地区に至る主要地方道（岐阜県道・愛知県道）である。

## 概要
岐阜県多治見市の市街地からスタートし、概ね中央自動車道に並走して愛知県の犬山市に至る道路であるが、途中、愛知県と岐阜県の県境の区間は未完成で、この道路を使って岐阜県から愛知県（またはその逆）に向かうことはできず、車の場合には途中で愛知県道49号（春日井犬山線）及び国道19号に迂回することになる。未完成区間の一部は、人が何とか歩ける程度の未整備路で、いわゆる「険道」である。

### 路線データ
- 起点：岐阜県多治見市太平町（国道19号交点）
- 終点：愛知県犬山市羽黒（岐阜県道27号春日井各務原線（木曽街道）交点）

## 歴史
- 1971年（昭和46年）6月26日 - 建設省（現・国土交通省）が主要地方道に指定。
- 1972年
  - 1月26日 - 愛知県が路線認定。整理番号は16。
  - 3月31日 - 岐阜県も路線認定。当時の整理番号は35。
- 1977年（昭和52年）2月27日 - 岐阜県も整理番号を16へ変更。
- 1993年（平成5年）5月11日 - 建設省から、主要県道多治見犬山線が主要地方道に再指定される[1]。

## 路線状況

### 重複区間
- 愛知県道453号明治村小牧線（愛知県犬山市杁下 - 愛知県犬山市杁下・池野交差点）
- 愛知県道188号善師野西北野線（愛知県犬山市長者町・長者町団地交差点 - 愛知県犬山市羽黒・朝日交差点）

## 地理

### 通過する自治体

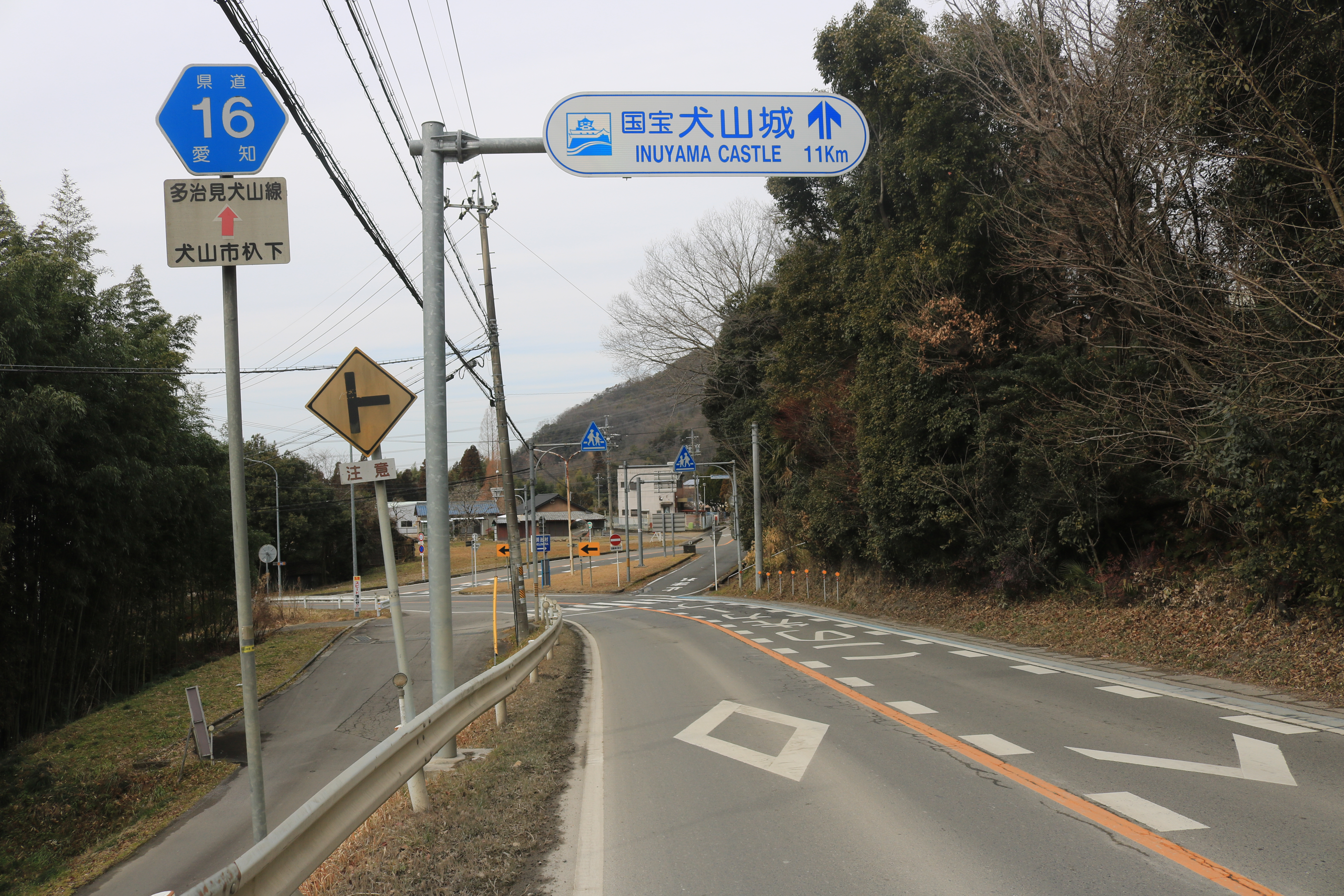
愛知県犬山市杁下にて

- 岐阜県
  - 多治見市
- 愛知県
  - 春日井市
  - 小牧市
  - 犬山市

### 交差する道路
- 国道19号（岐阜県多治見市太平町、起点）
この間に未開通区間あり（未整備区間の一部は東海自然歩道と重複）
- 愛知県道49号春日井犬山線（愛知県犬山市郷中・郷中新橋南交差点）
- 愛知県道453号明治村小牧線（愛知県犬山市杁下）
- 愛知県道453号明治村小牧線（愛知県犬山市杁下・池野交差点）
- 愛知県道188号善師野西北野線（愛知県犬山市長者町・長者町団地交差点）
- 愛知県道188号善師野西北野線（愛知県犬山市羽黒・朝日交差点）
- 愛知県道27号春日井各務原線（木曽街道）・愛知県道102号名古屋犬山線（木曽街道）（愛知県道192号草井羽黒線 重複）（愛知県犬山市羽黒・羽黒交差点、終点）

### 沿線にある施設など
- 名古屋法務局岐阜地方法務局多治見支局
- JR太多線 小泉駅
- 中央自動車道：未整備区間で並走
  - 内津峠PA
- 入鹿池
- 長者町団地
- 犬山市立東部中学校
- 名鉄小牧線 羽黒駅